# 奚世亮
奚世亮（1515年—1562年），字仲明，號默斋，湖廣黃州衛人，官籍，明朝政治人物。

## 生平
黄州府学生。嘉靖二十二年（1543年）癸卯湖廣鄉試第五十一名舉人。嘉靖二十六年（1547年）中式丁未科會試第二百二名，登第二甲第十四名進士。都察院觀政，授南京户部主事。升兵部员外郎，历郎中，改刑部，出为思南府知府，左迁高邮州同知，迁延平府同知，摄兴化府知府。倭寇攻城，奚世亮拒守月余，城破身死。

## 家族
曾祖奚鎮；祖父奚淮；父奚朴，知縣。母姜氏。具庆下。兄奚世守，百户。弟奚世文，嘉靖丙午举人，贡士。子奚维善。